# Google Desktop
Google Desktop war ein Suchprogramm für den Desktop. Es wurde vom Unternehmen Google Inc. entwickelt und ermöglichte die Suche nach Dateien, E-Mails, Chatlogs etc. auf dem eigenen Computer. Für Suchen bot es eine der hauseigenen Suchmaschine Google ähnliche Oberfläche und einige Erweiterungen für die Windows-Taskleiste und den Desktop an.
Die Entwicklung am Google Desktop sowie der Support und die API wurden am 14. September 2011 eingestellt.

## Unterstützte Datenquellen
- Bilddateien
- E-Mails
- HTML-Dokumente
- Lotus Notes Datenbanken (nur in der Enterprise-Version)
- Microsoft-Office-Dokumente
- Musikdateien
- PDF-Dokumente
- Textdateien
- Verlaufsinformationen
- Videodateien

und zahlreiche andere (teilweise durch Plugins erweiterbar). Dabei ist zu beachten, dass bei den meisten Datenquellen nur die ersten 10.000 Zeichen durchsucht werden. Maximal wird die Erstindizierung 100.000 Dateien pro Laufwerk aufnehmen. Zusätzliche Dateien werden nur durch Echtzeitindizierung beim Öffnen und Kopieren in den Index aufgenommen.

## Datenschutz
Datenschützer warnen vor der Suchfunktion über mehrere Rechner, die schon Version 3 von Google Desktop anbot. Bei dieser Funktion wird der Suchindex über die Dokumente, die sich auf dem eigenen Rechner befinden, auf zentralen Servern von Google gespeichert. Damit könnten z. B. Ermittlungsbehörden oder Regierungen leicht Zugriff auf private Dokumente bekommen. Für Dateien auf einem Server gelten in den USA geringere Datenschutzbestimmungen als für den Zugriff auf einen PC.
Auch wenn diese Funktionen ausgeschaltet sind, sendet Google Desktop eine eindeutige ID an Google, mit der sich theoretisch alle Daten, wie getätigte Suchen, besuchte Websites (über Google Analytics) und mehr, miteinander verknüpfen lassen und umfangreiche Nutzungsprofile angelegt werden können.

## Ähnliche Dienste
Siehe Liste von Desktop-Suchprogrammen